# 0,999...

Con số kéo dài với vô hạn chữ số 9.

Trong toán học, số thập phân vô hạn tuần hoàn 0,999... hay còn được viết {\displaystyle {\mbox{0,}}{\bar {9}};{\mbox{0,}}{\dot {9}}} hoặc {\displaystyle {\mbox{0,(9)}}\,\!} là một số thực bằng 1. Nói cách khác: ký hiệu 0,999... và 1 đều thể hiện cùng một số thực. Điều này đã được nhiều giáo sư toán học trên thế giới công nhận và được giảng dạy trong nhiều sách giáo khoa. Nhiều cách chứng minh khác nhau đã được trình bày, dựa vào nhiều phép tính toán trên các số thực, các kiến thức đã được công nhận và tùy theo mục đích của người đọc. Trong thực tế, số thực có thực có thể được đại diện bởi một dãy số thập phân vô hạn và sự thực này mới nhìn giống như một nghịch lý. Điều này có thể tránh được với nhiều hệ thống số hay cách biểu diễn số khác như vi phân: một đại lượng biến thiên nhỏ vô cùng luôn chạy về 0 nhưng không bao giờ bằng 0, số p-adic.

## Chứng minh
Có nhiều cách để chứng minh điều này: vận dụng các kiến thức số học, đại số, giải tích, chuỗi vô hạn, vận dụng chia khoảng và tính bị chặn, dựa vào cấu trúc của các số thực, dãy Cauchy... Dưới đây là các cách đơn giản nhất.

### Số học

#### Phân số và phép chia
Ta có:
| {\displaystyle {\begin{aligned}{\mbox{0,333}}\dots &{}={\frac {1}{3}}\\3\times {\mbox{0,333}}\dots &{}=3\times {\frac {1}{3}}={\frac {3\times 1}{3}}\\{\mbox{0,999}}\dots &{}=1\end{aligned}}} |  |  | {\displaystyle {\begin{aligned}{\mbox{0,111}}\dots &{}={\frac {1}{9}}\\9\times {\mbox{0,111}}\dots &{}=9\times {\frac {1}{9}}={\frac {9\times 1}{9}}\\{\mbox{0,999}}\dots &{}=1\end{aligned}}} |
Một phiên bản rút gọn khác là
{\displaystyle 1={\frac {9}{9}}=9\times {\frac {1}{9}}=9\times {\mbox{0,111}}\dots ={\mbox{0,999}}\dots }
Cả hai phép chứng minh đều cho thấy giá trị của 0,999... phải bằng 1. Đơn giản hơn, ta có 3/3 = 1

#### Biến đổi số học
Đặt:
{\displaystyle {\begin{aligned}x&={\mbox{0,999}}\ldots \\10x&={\mbox{9,999}}\ldots \\10x-x&={\mbox{9,999}}\ldots -{\mbox{0,999}}\ldots \\9x&=9\\x&=1\\{\mbox{0,999}}\ldots &=1\end{aligned}}}

## Vấn đề liên quan
Con rùa bò trước chàng lực sĩ Asin. Dù Asin chạy rất nhanh nhưng anh sẽ không bao giờ đuổi kịp rùa vì mỗi lần chàng đến nơi rùa đã đến thì nó đã kịp bò một đoạn. Do đó dù khoảng cách giữa chàng và rùa ngày càng rút ngắn nhưng Asin vẫn không theo kịp rùa. Điều này có thể giải quyết đơn giản bằng cách tìm giới hạn của tổng vô hạn các số dãy số có cấp số lớn hơn 0 và bé hơn 1. Ví dụ:
{\displaystyle \lim _{n\to \infty }{\frac {1-\left({\frac {1}{4}}\right)^{n+1}}{1-{\frac {1}{4}}}}={\frac {1}{1-{\frac {1}{4}}}}={\frac {4}{3}}.}
Tổng vô hạn các số hạng trong dãy số:
{\displaystyle 1+{\frac {1}{4}}+{\frac {1}{4^{2}}}+{\frac {1}{4^{3}}}+\cdots ={\frac {4}{3}}.}
Trong toán học có quy tắc không thể chia cho số 0, nếu công nhận số có thể chia cho 0 và thì sẽ xảy ra nhiều nghịch lý. Ví dụ:
{\displaystyle +\infty ={\frac {1}{0}}={\frac {1}{-0}}=-{\frac {1}{0}}=-\infty }
Số âm không là một con số tồn tại trong máy tính, phát sinh do một số phương pháp biểu diễn số nguyên âm và hầu hết các phương pháp biểu diễn số chấm động (floating point). Toán học không có định nghĩa tương đương về số âm không, do đó, −0 và 0 là hoàn toàn như nhau. Trong các khoa học khác, −0 có thể được sử dụng để biểu thị một số lượng nhỏ hơn không, nhưng không đáng kể, nên không thể làm tròn thành một con số có nghĩa.